# KBS 실험실
《KBS 실험실》은 KBS 아카이브가 운영하는 유튜브 채널이다. 재미있고 유익한 과학실험, 미래 예측, 역사 검증 등을 소개한 KBS TV 프로그램을 재가공해 올바른 과학적 지식과 재미를 제공한다. 

## 주요 콘텐츠
- 세상실험 : 사건사고, 시사이슈, 법률상식 정보
- 역사실험 : 역사적 인물, 문화재, 사건의 진실 재해석
- 미래실험 : 전세계적인 혁신적 미래과학정보
- 오감실험 : 여행, 오락, 식도락 정보 등